# Canthigaster pygmaea
Canthigaster pygmaea és una espècie de peix de la família dels tetraodòntids i de l'ordre dels tetraodontiformes.

## Morfologia
- Els mascles poden assolir 5,6 cm de longitud total.[4][5]

## Hàbitat
És un peix marí, de clima tropical i associat als esculls de corall que viu entre 2-30 m de fondària.

## Distribució geogràfica
Es troba al Mar Roig.

## Observacions
És inofensiu per als humans.